# Sinsheim
Sinsheim este un oraș din nord-vestul landului Baden-Württemberg, Germania. Orașul este situat între orașele Heidelberg (22 km) și Heilbronn (28 km), pe râul Elsenz, la marginea munților Odenwald. Este al doilea oraș ca mărime (după Weinheim) din districtul Rhein-Neckar. Din 1973 orașul este Große Kreisstadt (oraș mare de district). Formează împreună cu comunele Angelbachtal și Zuzenhausen un centru comun administrativ. Până la reforma administrativă din 1973, Sinsheim era sediul vechiului district cu același nume și cu prescurtarea pentru numărul matricol auto SNH. 
Orașul este mai ales cunoscut pentru Muzeul Auto & Technik. De asemenea clubul de fotbal TSG 1899 Hoffenheim din prima ligă germană (începând din 2008) este din satul Hoffenheim, parte a orașului Sinsheim.